# Примож Глиха
Примож Глиха (Љубљана, 8. октобар 1967) бивши је словеначки фудбалер.

## Репрезентација
За репрезентацију Словеније дебитовао је 1992. године. За национални тим одиграо је 28 утакмица и постигао 10 голова.

## Статистика
| Словенија | Словенија | Словенија |
| Год.      | Ута.      | Гол.      |
| --------- | --------- | --------- |
| 1992      | 1         | 0         |
| 1993      | 1         | 0         |
| 1994      | 8         | 2         |
| 1995      | 7         | 3         |
| 1996      | 4         | 1         |
| 1997      | 6         | 4         |
| 1998      | 1         | 0         |
| Укупно    | 28        | 10        |